# Йоахім Плат
Йоахім Плат (нім. Joachim Plath; 3 червня 1893, Кверфурт — 28 червня 1971, Штаде) — німецький військово-морський діяч, контрадмірал крігсмаріне (1 вересня 1942).

## Біографія
1 квітня 1913 року вступив на флот. Пройшов підготовку на важких крейсерах «Вінета» і «Вікторія Луїза», а також у військово-морському училищі в Мюрвіку. Учасник Першої світової війни, в 1914-17 роках воював у складі морського корпусу «Фландрія». З 6 квітня 1917 року — вахтовий офіцер флотилії ескадрених міноносців «Фландрія», з 4 грудня 1918 року — вахтовий офіцер і командир міноносця G-92. 22 червня 1919 року інтернований, в січні 1920 року звільнений і у квітні знову прийнятий на службу. З 24 березня 1921 року — командир артилерійського навчального човна «Гай», з 6 січня 1923 року — ад'ютант і командир роти корабельної артилерійської школи. З 12 жовтня 1924 року — вахтовий офіцер на лінійному кораблі «Ганновер», з 1 жовтня 1925 року — «Ельзас». З 30 вересня 1926 року — інструктор корабельної артилерійської школи. З 8 жовтня 1931 року — артилерійський офіцер на крейсері «Лейпциг», з 28 вересня 1933 року — радник інспекції військово-морської артилерії. 21 вересня 1936 року призначений 1-м офіцером «кишенькового» лінкора «Дойчланд», а 29 вересня 1937 року — 1-м офіцером Адмірал-штабу в штабі командувача броненосним флотом. 4 квітня 1939 року переведений в ОКМ, де очолив організаційний відділ. З 16 листопада 1941 року — командир 1-ї охоронної дивізії кораблів. 1 березня 1943 року призначений командувачем береговою обороною на Східній Балтиці і комендантом фортеці Готенгафен. 30 вересня 1943 року проведена реформа берегової оборони і пост Плата був ліквідований, а Плат призначений на новостворену посаду командувача береговою обороною в Центральній Балтиці (залишився комендантом фортеці). 11 грудня 1944 року відомство Плата було перетворене на штаб командувача-адмірала на Східній Балтиці, а сам він призначений адміралом в штабі групи армій «H». 4 травня 1945 року очолив 317-у дивізійну групу. 22 липня 1945 року заарештований союзниками. 2 грудня 1946 року звільнений.

## Нагороди
- Залізний хрест 2-го і 1-го класу
- Військовий Хрест Фрідріха-Августа (Ольденбург) 2-го класу із застібкою «Перед ворогом»
- Фландрійський хрест із застібкою «Морська війна»
- Почесний хрест ветерана війни з мечами
- Медаль «За вислугу років у Вермахті»
  - 4-го, 3-го і 2-го класу (18 років; 2 жовтня 1936) — отримав 3 нагороди одночасно.
  - 1-го класу (25 років; 1 квітня 1938)
- Орден Медауйя, командорський хрест (Іспанське Марокко; 13 травня 1938)
- Медаль «У пам'ять 1 жовтня 1938»
- Медаль «У пам'ять 22 березня 1939 року»
- Іспанський хрест в сріблі з мечами (6 червня 1939)
- Застібка до Залізного хреста 2-го і 1-го класу
- Нагрудний знак мінних тральщиків
- Хрест Воєнних заслуг 2-го і 1-го класу з мечами
- Орден Корони Італії, командорський хрест (11 березня 1941)